# Asminderød
Asminderød var tidligere en landsby i Asminderød Sogn, Lynge-Kronborg Herred, Frederiksborg Amt. På grund af sin beliggenhed nær byen Fredensborg udviklede Asminderød sig efterhånden til en bydel i denne.

## Historie
Asminderød havde i 1682 7 gårde og 9 huse uden jord. Det dyrkede land udgjorde 206,7 tdr. ld. skyldsat til 38,34 tdr. htk. Dyrkningsformen var trevangsbrug.
I Asminderød fandtes omkring år 1900 en kirke, præstegård, skole og kro.
Fra omkring århundredeskiftet udviklede Asminderød sig til en bydel i Fredensborg under indtryk af byudviklingen i denne by. I 1901 havde Fredensborg 930 indbyggere, i 1906 1.162 indbyggere, i 1911 1.280 indbyggere, i 1916 1,320 indbyggere, i 1921 1.448 indbyggere, i 1925 1.499 indbyggere, i 1930 1.557 indbyggere, i 1935 1.810 indbyggere, i 1940 1.707 indbyggere, i 1945 1.832 indbyggere og i 1950 2.006 indbyggere. I de samme år voksede befolkningen i Asminderød fra 366 indbyggere i 1906 til 459 indbyggere i 1911, 463 indbyggere i 1916, 503 indbyggere i 1921, 713 indbyggere i 1930, 639 indbyggere i 1935, 758 indbyggere i 1940, 782 indbyggere i 1945 og 1.075 indbyggere i 1950. Der efter opgjordes ikke længere særskilte indbyggertal: i 1955 havde Fredensborg-Asminderød 3.199 indbyggere og i 1960 3.448 indbyggere.
I 1911 havde Asminderød udviklet sig til en forstad til og bydel i Fredensborg med 459 indbyggere, hvoraf 50 ernærede sig af landbrug, 160 af håndværk og industri, 76 af handel, 19 af transport og 70 af egne midler. Bydelen havde kirke, præstegård og skole, kro og savværk.
I 1930 havde Asminderød som en forstad til og bydel i Fredensborg 718 indbyggere, hvoraf 141 ernærede sig ved landbrug mm., 216 ved håndværk og industri, 47 ved handel og omsætning, 59 ved transport, 45 ved immateriel virksomhed, 49 ved husgerning, 143 var ude af erhverv og 13 uden oplysninger.
Udviklingen bevirkede, at der i begyndelsen af 1960-erne nedsatte et byudviklingsudvalg for Helsingør-egnen, som også omfattede Asminderød-Grønholt Kommune. Mens Helsingør købstad, Tikøb Kommune og Humlebæk-området blev behandlet for sig, blev Asminderød og Fredensborg behandlet som et særskilt byudviklingsområde med en egen byudviklingsplan. Denne anviste Fredensborgs og Asminderøds fuldstændige sammenbygning og udvikling som et samlet byområde.